# 종합환경연구단지
종합환경연구단지는 2002년 7월 19일 완공된 환경전문 연구단지이다. 수도권 매립지 부지에 각종 환경연구기관을 집중시켜 효율적인 연구개발을 위한 종합환경연구의 본산으로 탈바꿈시키기 위하여 1992년 계획을 수립하여 총 1,264억원을 투입하여 약 15만평(49만여m2) 규모로 건설되었다. 인천광역시 서구 오류동에 위치하고 있다. 방문자의 교통 편의를 위하여 검암역간 셔틀버스를 운행하고 있다.

## 주요 기관

### 국책 기관
| 입주기관           | 기관 형태                         |
| ------------------ | --------------------------------- |
| 국립환경과학원     | 환경부 소속 기관                  |
| 국립생물자원관     | 환경부 소속 기관                  |
| 국립환경인력개발원 | 환경부 소속 기관                  |
| 교통환경연구소     | 환경부 국립환경과학원 소속 기관   |
| 한국환경공단       | 환경부 산하 위탁집행형 준정부기관 |